# Am5x86
Az Am5x86 processzor egy 1995-ben az AMD által megjelentetett x86-kompatibilis CPU, amelyet 486 osztályú számítógépekben való felhasználásra terveztek. Ez kínálta az egyik leggyorsabb és leguniverzálisabban kompatibilis fejlesztési útvonalat a 486-os rendszerek felhasználóinak.
Az 1995 novemberében bemutatott Am5x86 (más néven 5x86-133, Am5x86, X5-133, és egyéb forgalmazók változatos elnevezéseivel, pl. Kingston Technology „Turbochip”, jelölt csip) nem más, mint egy javított (Enhanced) Am486 processzor amelyet egy 4-szeres belső órajelszorzóval láttak el, ami lehetővé tette, hogy a processzorok 133 MHz-es órajelen fussanak azokban a rendszerekben is, amelyek nem támogatták az órajelszorzós DX2 vagy DX4 486 processzorokat. Az összes javítot Am486-hoz hasonlóan, az Am5x86 egy visszaíró rendszerű L1 CPU-gyorsítótárral rendelkezik, amelynek mérete a szokásos 8 KiB helyett bőkezűen 16 KiB. Az AMD egy ritka 150 MHz-es OEM egységet is kiadott.
Mivel a négyszeres órajelszorzó nem volt az eredeti Socket 3 design része, az AMD lehetővé tette, hogy az 5x86 elfogadja a kétszeres beállítást az alaplaptól és ehelyett mégis négyszeres sebességen működjön. Egy Am5x86 használatakor az alaplapon a kétszeres szorzót kell beállítani. A csip fizikailag beilleszthető a régebbi 486-os foglalatba, így Socket 1 vagy Socket 2 foglaltokba, vagy az eredeti 168 csatlakozós 80486 aljzatba, de ehhez a feszültségszabályozó cseréje szükséges, mivel az AMD csipje 3,45 volton működik.
Az órajel és a nagy 16 KiB-os L1 gyorsítótár kombinációja teszi lehetővé, hogy az 5x86 elérje vagy egy kissé meg is haladja a 75 MHz-es Intel Pentium teljesítményét az egész aritmetikai számításokban. Mivel tisztán 486-os kialakítás, kompatibilis a régebbi rendszerekkel is, amit pl. gyorsabb riválisa, a Cyrix Cx5x86 nem tud felmutatni. A CPU túlhajtható 160 MHz-ig, amivel egy 90 MHz-es Pentium rendszer teljesítményéhez lehet eljutni. Egyes hírek szerint a csip sikeresen futott 200 MHz-es órajelen is; ehhez már egy PCI-alapú rendszer szükséges (a VLB nagy sebességeken fellépő instabilitása miatt), nem szokványos alaplap és statikus gyorsítótár RAM-ok, amelyek elviselik az 50 MHz-es rendszersín sebességet. A foglalatba illeszthető (nem felületszerelt) CPU-nak négy, különböző helyen készült változata van. Van egy általános ADW fajta, valamint a később megjelent ADY, ADZ és BGC. A későbbi verziók voltak a kedveltebbek, mert ezek nagyobb melegedést viseltek el és emiatt alkalmasabbak voltak a túlhajtásra.
Az Am5x86 még arról is nevezetes, hogy az AMD ennél vezette be az ellentmondásos PR értékelést. Ennek alapját az képezi, hogy az 5x86 ugyanolyan eredményeket ért el egyes teljesítményteszteken, mint a 75 MHz-es Pentium processzor – az AMD erre a „PR75”, Pentium Rate (kb. Pentium egyenérték) 75 jelölést alkalmazta, így a processzort az „Am5x86-PR75” jelöléssel látta el és reklámozta.
Az Am5x86 processzor igen fontos bevételforrás volt az AMD számára, mikor az AMD K5 gyártásának bevezetését megelőző hosszú késlekedés a vállalat nyereségességét fenyegette.
Az AMD 1999-ig gyártotta az Am5x86 processzort közönséges PC rendszerekbe. Ez népszerű volt a belépő szintű asztali gépekben, feltűnt különböző notebook modellekben és külön is árulták, a régebbi 486-os rendszerek feljavító processzoraként. Sok cég javítókészletben árulta, amelyben az AMD 5x86 mellé feszültségátalakítót és foglalat-konvertert is csomagoltak, ezáltal lehetővé vált az illesztése szinte az összes valaha gyártott 486-os alaplaphoz. A csipeket még a későbbi Acorn Computers RiscPC gépek „PC kártyáiban” is használták, második processzorként. A RiscPC-k OpenBus síne csak 32 bites memóriainterfészt támogat, emiatt a Pentium csak nehezen lett volna adaptálható. Az Intel 486-os rendszerekhez készült, drága Pentium Overdrive processzora egy sok kompatibilitási hibával megvert kellemetlen CPU volt, ezért nem is használták. Így az 5x86 nyújtotta a RiscPC csúcsmodelljében a Windows lehetőségeit.
A csip sokáig gyártásban maradt, és a későbbiekben népszerűvé vált a beágyazott vezérlők terén. Az 5x86 egyik leszármazottja az AMD által forgalmazott Élan SC520 mikrovezérlő-családban alkalmazott mag is.

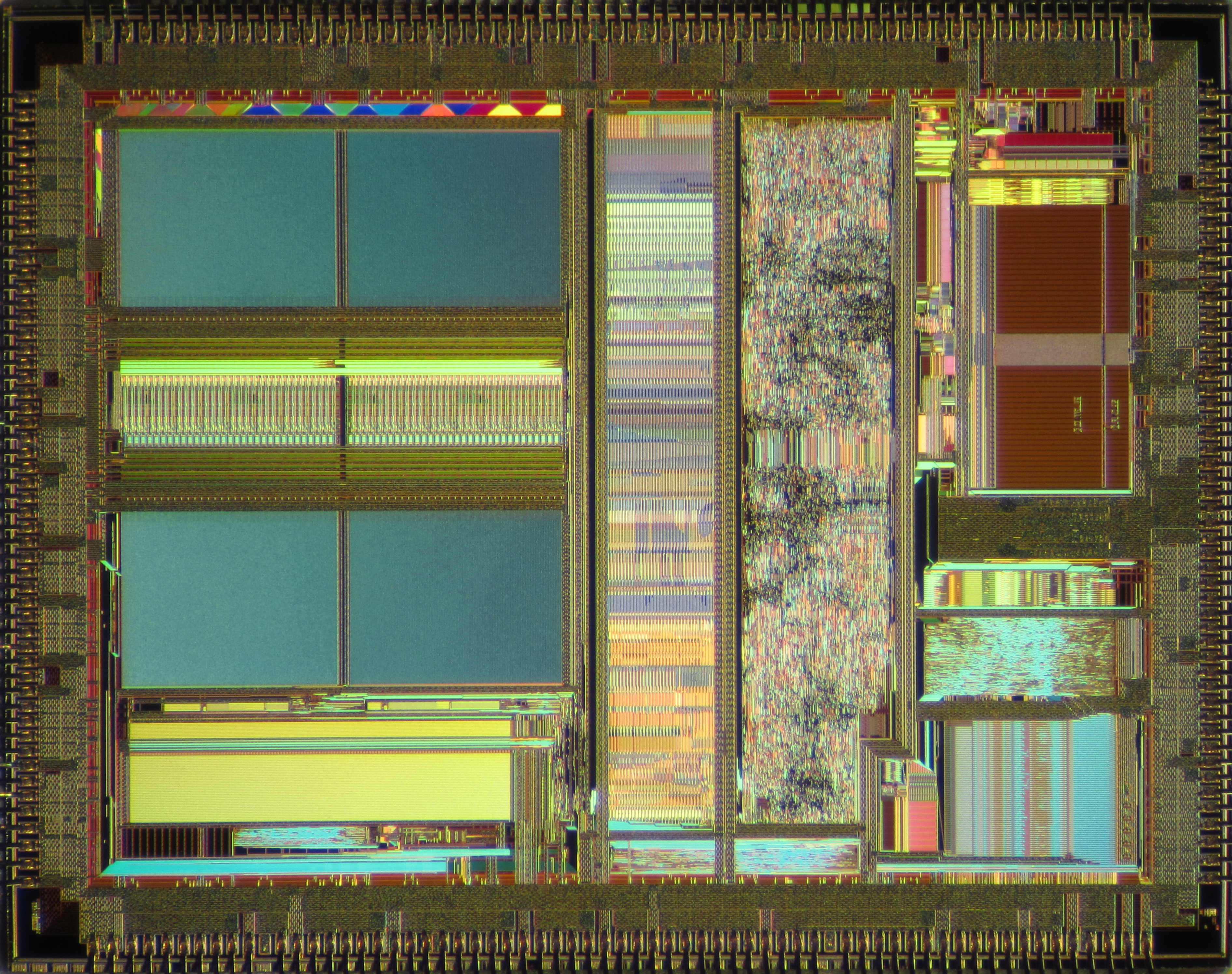
AMD Am5x86 lapka fotója

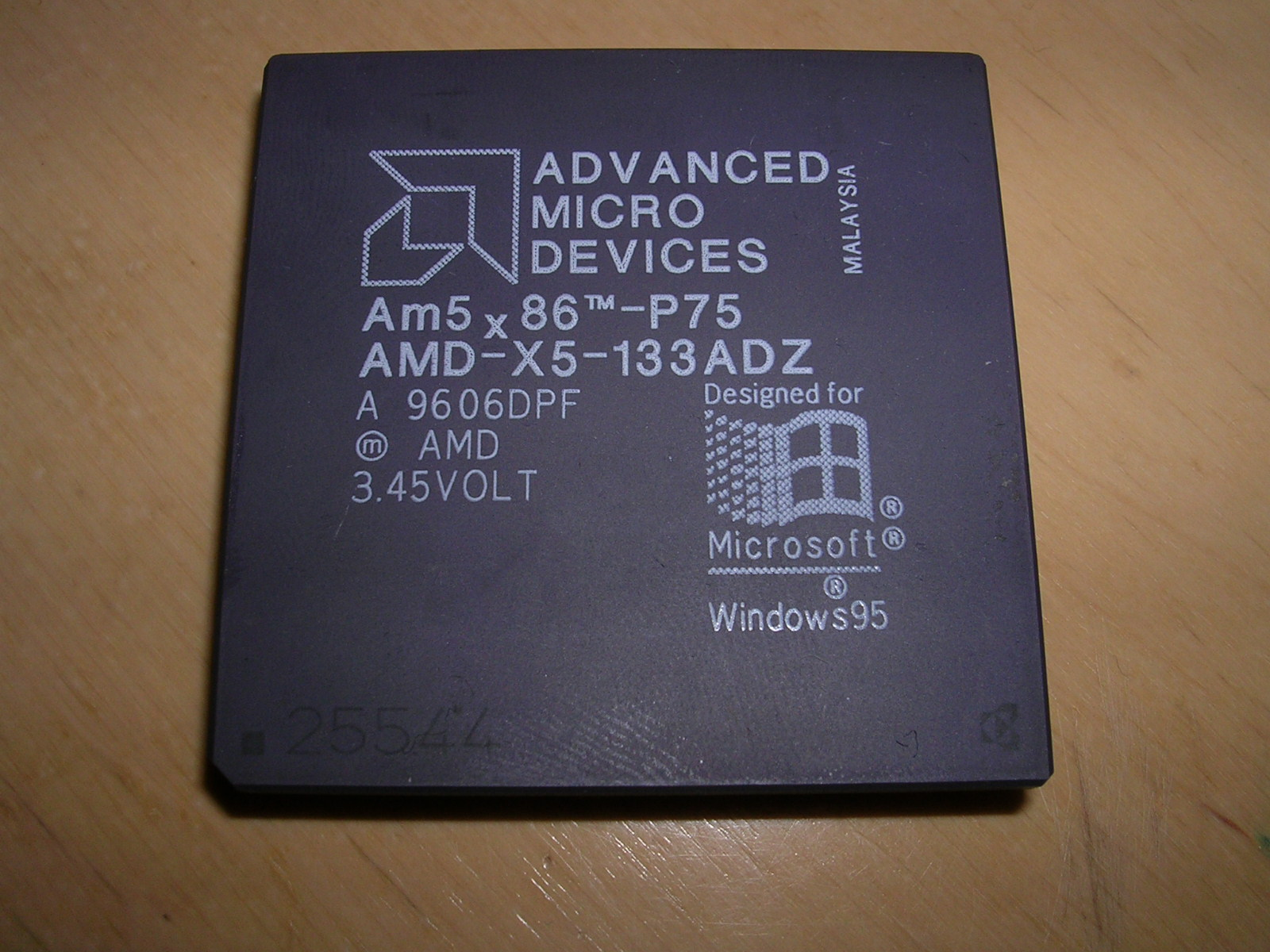
Egy Am5x86-P75 ADZ modell
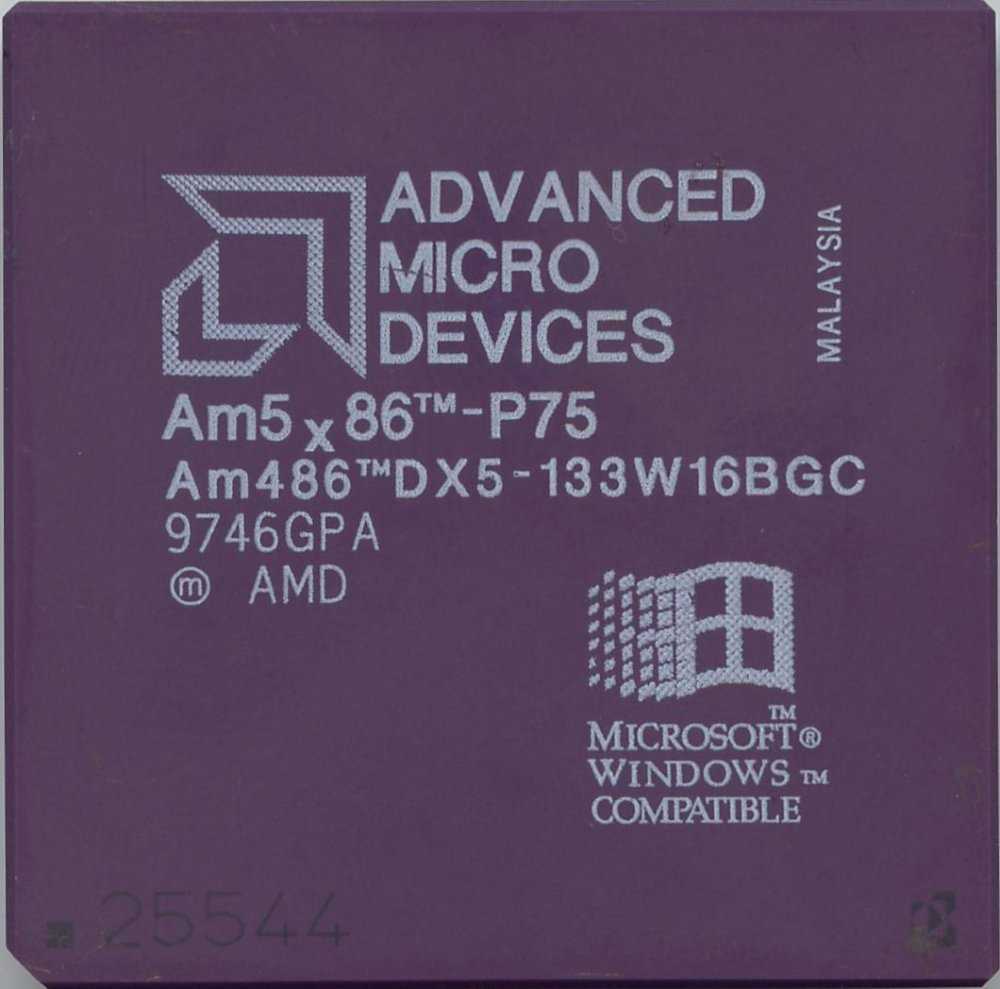
Késői Am5x86-P75 Socket 3, W16BGC modell
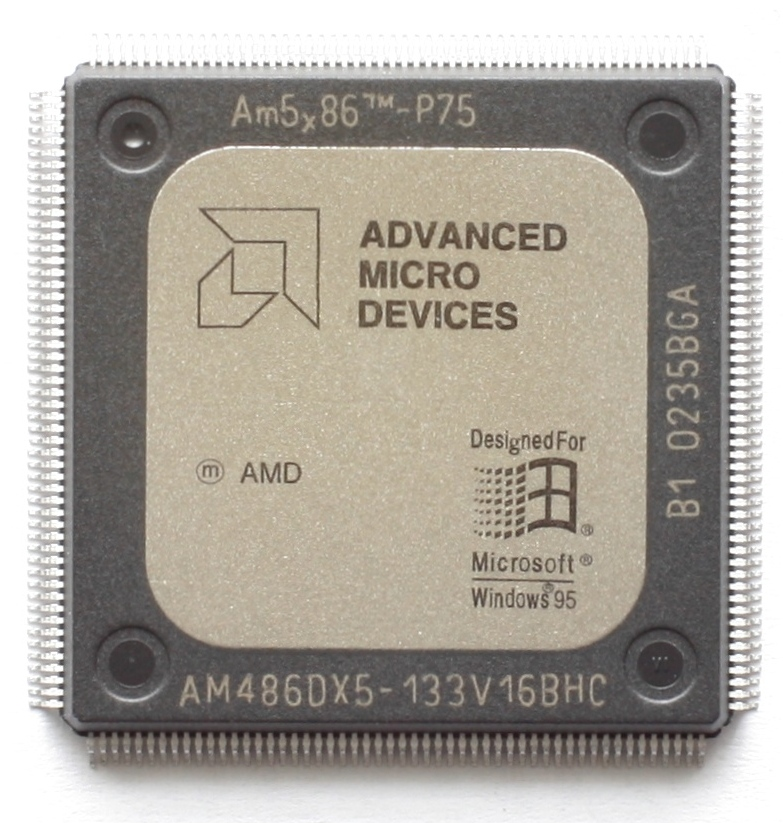
Felületszerelt Am5x86-P75, V16BHC modell

## Modellek
| CPU         | modell        | órajel  | L1 gyorsítótár | FSB     | szorzó | feszültség | TDP                                                | foglalat                                           | megjelenés        | bevezető ár |
| ----------- | ------------- | ------- | -------------- | ------- | ------ | ---------- | -------------------------------------------------- | -------------------------------------------------- | ----------------- | ----------- |
| Am5x86-P75  | X5-133 ADH    | 133 MHz | 16 KiB         | 33 MT/s | 4      | 3,45 V     |                                                    | PGA-168 Socket 1 PGA-168 Socket 2 PGA-168 Socket 3 | 1995. november 6. | 93 USD      |
| Am5x86-P75  | X5-133 ADY    | 133 MHz | 16 KiB         | 33 MT/s | 4      | 3,45 V     |                                                    | PGA-168 Socket 1 PGA-168 Socket 2 PGA-168 Socket 3 | 1995. november 6. | 93 USD      |
| Am5x86-P75  | X5-133 ADW    | 133 MHz | 16 KiB         | 33 MT/s | 4      | 3,45 V     |                                                    | PGA-168 Socket 1 PGA-168 Socket 2 PGA-168 Socket 3 | 1995. november 6. | 93 USD      |
| Am5x86-P75  | X5-133 ADZ    | 133 MHz | 16 KiB         | 33 MT/s | 4      | 3,45 V     |                                                    | PGA-168 Socket 1 PGA-168 Socket 2 PGA-168 Socket 3 | 1995. november 6. | 93 USD      |
| Am5x86-P75  | X5-133 BGC    | 133 MHz | 16 KiB         | 33 MT/s | 4      | 3,45 V     |                                                    | PGA-168 Socket 1 PGA-168 Socket 2 PGA-168 Socket 3 | 1995. november 6. | 93 USD      |
| Am5x86-P75  | X5-133 V16BGC | 133 MHz | 16 KiB         | 33 MT/s | 4      | 3,45 V     |                                                    | PGA-168 Socket 1 PGA-168 Socket 2 PGA-168 Socket 3 | 1995. november 6. | 93 USD      |
| Am5x86-P75  | X5-133 W16BGC | 133 MHz | 16 KiB         | 33 MT/s | 4      | 3,3 V      |                                                    | PGA-168 Socket 1 PGA-168 Socket 2 PGA-168 Socket 3 | 1995. november 6. | 93 USD      |
| Am5x86-P75  | X5-133 V16BHC | 133 MHz | 16 KiB         | 33 MT/s | 4      | 3,45 V     | felületszerelt 208 lábú SQFP PGA-168-on            |                                                    | 1995. november 6. | 93 USD      |
| Am5x86-P75  | X5-133 W16BHC | 133 MHz | 16 KiB         | 33 MT/s | 4      | 3,3 V      | felületszerelt 208 lábú SQFP PGA-168-on            |                                                    | 1995. november 6. | 93 USD      |
| Am5x86-P75  | X5-133 SFZ    | 133 MHz | 16 KiB         | 33 MT/s | 4      | 3,3 V      | felületszerelt 208 lábú SQFP PGA-168-on            |                                                    | 1995. november 6. | 93 USD      |
| Am5x86-P75+ | X5-150 ADW    | 150 MHz | 16 KiB         | 50 MT/s | 3      | 3,45 V     | PGA-168 Socket 1 PGA-168 Socket 2 PGA-168 Socket 3 |                                                    |                   |             |

Forrás:

## Fordítás
Ez a szócikk részben vagy egészben  az   Am5x86 című angol Wikipédia-szócikk ezen változatának fordításán alapul.  Az eredeti cikk szerkesztőit annak laptörténete sorolja fel. Ez a jelzés csupán a megfogalmazás eredetét és a szerzői jogokat jelzi, nem szolgál a cikkben szereplő információk forrásmegjelöléseként.